# ادن
ادن (به اسپانیایی: Odón) یک شهرستان در اسپانیا است که در استان تروئل واقع شده‌است.

## خصوصیات
ادن ۷۴ کیلومترمربع مساحت و ۲۵۹ نفر جمعیت دارد.